# Attico (filosofo)
Attico (fl. II secolo) è stato un filosofo greco antico.
Platonico della seconda metà del II secolo d.C. , autore di un commento al Fedro e al Timeo , cercò di riportare alle origini l'Accademia di Atene. Si oppose ad alcuni aspetti della filosofia aristotelica  e quindi alle dottrine di Antioco di Ascalona (fine II secolo a.C.-inizio I secolo a.C.) cercando di stabilire una demarcazione tra la dottrina aristotelica e quella platonica che quello ecletticamente riteneva sostanzialmente coincidenti.
Nonostante il tentativo di riportare il platonismo alla purezza delle origini, nella filosofia di Attico sono presenti influenze stoiche.